# Viola trinitatis
Viola trinitatis är en violväxtart som beskrevs av Taurino Mariano Losa. Viola trinitatis ingår i släktet violer, och familjen violväxter. Inga underarter finns listade i Catalogue of Life.